# Motor Sitsch

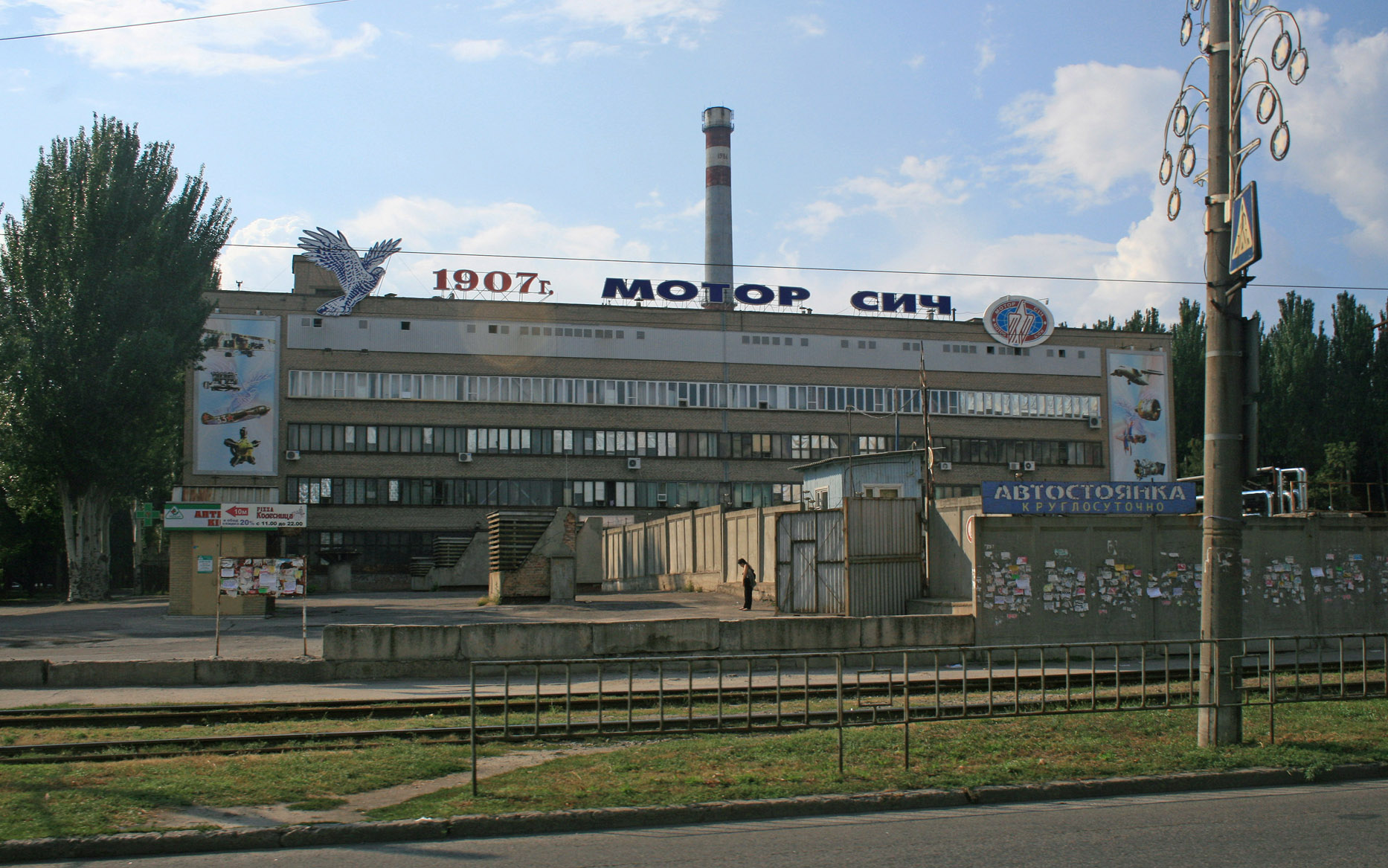
Hauptgebäude

Motor Sitsch (ukrainisch Мотор Січ) ist ein ukrainischer Turbinenhersteller. Es werden überwiegend Flugzeugturbinen, aber auch Gasturbinen und Flugmotoren hergestellt. 

## Unternehmensgeschichte
Das Unternehmen wurde 1907 gegründet. Motor Sitsch war während der Sowjetunion ein reiner Fertigungsbetrieb, der von den Experimental-Konstruktionsbüros entworfene Triebwerke herstellte. Das Unternehmen betreibt außerdem eine Fluggesellschaft namens Motor Sich Airlines.
Motor Sitsch besitzt Werke in Saporischschja, Snischne und Wolotschysk. 1997 ging das Unternehmen in Kiew an die Börse.
Der Großteil der Produktion wurde im Jahr 2014 nach Russland exportiert. Im März 2021 wurde Motor Sitsch, das sich zu diesem Zeitpunkt zu 75 % im Besitz einer chinesischen Unternehmensgruppe befand, mit Unterstützung der USA von der ukrainischen Regierung verstaatlicht.
Am 23. Oktober 2022 wurde der Chef des Unternehmens, Wjatscheslaw Boguslajew, wegen Vorwurf des Hochverrats festgenommen.
Ende 2022 wurde Motor Sitsch als kriegswichtiges Unternehmen verstaatlicht und dem Verteidigungsministerium unterstellt.

## Sponsoring
Das Unternehmen ist Hauptsponsor des Handballvereins HK Motor Saporischschja.

## Triebwerke
- AI-25TL für Trainingsflugzeuge
- AI-450 für Diamond-Aircraft-Trainer[10]
- D-136 für Mil Mi-26
- D-18 für die Antonow An-225 „Mrija“ und Antonow An-124 „Ruslan“

Zu den aktuell gefertigten Triebwerken gehören die Typen Iwtschenko Progress D-18T, MS-500W (zusammen mit Wertoljoty Rossii), AI9-3B, Klimow TW3-117 WMA-SBM1, TW3-117W, D-36, D-436TP, D-436-148 und AI-450.